# Tanacetipathes longipinnula
Tanacetipathes longipinnula är en korallart som beskrevs av Loiola och Castro 2005. Tanacetipathes longipinnula ingår i släktet Tanacetipathes och familjen Myriopathidae. Inga underarter finns listade i Catalogue of Life.